# MIM-104 Patriot
El MIM-104 Patriot és un sistema de míssils terra-aire de llarg abast fabricat per la companyia nord-americana Raytheon. Creats per reemplaçar als Nike-Hercules com a míssils d'altitud mitjana-alta, els Patriot es van fer populars després de la Guerra del Golf, on es van usar massivament.

## Introducció
El sistema Patriot va ser concebut en els anys 60, fabricat a partir de 1976 per a usos antiaeris i distribuït en 1984. En 1988 va ser adaptat per servir també com a sistema d'intercepció de míssils balístics, denominat PAC (Patriot Advanced Capability). Cada bateria es compon de sis vehicles-llançadors capaços de transportar 4 míssils cadascun (16 en el cas dels PAC-3), remolcat per un semitráiler M-860. I que són controlats per un altre tráiler que porta l'estació de control MSQ-104 i són guiats per un radar AN/MPQ-53 o AN/MPQ-65, i interconnectats pel sistema d'antenes OE-349.
El sistema usa el sistema de guia Track-via-Missile i un terminal de radar. Cada míssil mesura 5,31 m de llarg, pesa uns 900 kg i és propulsat mitjançant un motor de combustible sòlid a una velocitat màxima de Mach 5. Porta un cap de fragmentació de 91 kg. L'abast efectiu és d'uns 70 km. Els sistemes Patriot s'han venut a alguns països com Israel, Alemanya, Països Baixos, Bèlgica i Espanya.

## Ús durant la Guerra del Golf de 1991
Abans de la Guerra del Golf, els sistemes de defensa antimíssils eren un concepte de guerra sense provar. L'objectiu dels Patriot era abatre els míssils Scud o A l'Hussein llançats per l'Iraq sobre Israel i Aràbia Saudita. La primera vegada que es van usar els Patriot va ser el 18 de gener de 1991, aconseguint interceptar i destruir un míssil Scud iraquià llançat sobre Aràbia Saudita. Va ser la primera vegada en la història que un sistema antiaeri destruïa un míssil balístic enemic.

### L'error de Dhahran
El 25 de febrer de 1991, un Scud iraquià va aconseguir impactar sobre una caserna nord-americana en Dhahran, Aràbia Saudita, i va matar 28 soldats.
Una recerca dels Estats Units va dictaminar que l'error d'intercepció a Dhahran va ser causat per un error de programari en el rellotge del sistema. La bateria Patriot de Dhahran havia estat activada durant 100 hores, després de les quals el rellotge s'havia retardat un terç de segon, equivalent a un error de posició de 600 metres. El sistema de radar va detectar el Scud i va buscar el lloc on estaria instants després per poder interceptar-ho. Però a causa de l'error del rellotge, el radar va cercar-lo en un lloc en què no hi era i no hi va trobar cap míssil. D'aquesta manera, el sistema va assumir que era una falsa alarma i va deixar de rastrejar el Scud. Els israelians havien identificat el problema i n'havien informat l'exèrcit nord-americà i els dissenyadors del sistema Patriot l'11 de febrer del 1991. Els experts israelians havien recomanat reiniciar el sistema informàtic com a solució temporal; no obstant això, els oficials nord-americans no van entendre amb quina freqüència havien de dur a terme aquesta operació. El fabricant dels Patriot va enviar el programari actualitzat a l'exèrcit el 26 de febrer, però va arribar al lloc d'operacions massa tard: just l'endemà de l'atac.

### Percentatge d'encerts i precisió
L'exèrcit dels Estats Units va anunciar que els Patriot van arribar a tenir un percentatge d'encerts del 80 % a l'Aràbia Saudita i un 50 % a Israel. Poc després, aquestes xifres van disminuir al 70 i 40 per cent, respectivament.
El 7 d'abril de 1992, dos experts del MIT i de la Universitat de Tel-Aviv van atestar davant un comitè de recerca del Congrés. D'acord amb les seves anàlisis, el sistema Patriot tenia un percentatge d'encerts per sota del 10 %, arribant fins i tot al zero per cent.
Aquest mateix dia, altres dos experts de la Universitat Harvard i del Centre d'Estudis Estratègics i Internacionals van parlar dels seus estudis sobre el percentatge d'encerts i la precisió dels Patriot a Israel i Aràbia Saudita. Van rebutjar moltes de les afirmacions i mètodes que havien usat els dos experts que van elaborar l'informe previ. La seva anàlisi consistia a quantificar:
- Taxa d'encerts - percentatge de Scuds destruïts o desviats a àrees despoblades.
- Exactitud - percentatge de Patriots disparats que van arribar al seu objectiu.

És important apreciar la diferència quan s'analitza el sistema de forma teòrica i quan es fa en la realitat, en el camp de batalla.
D'acord amb l'últim informe, si es llançaven com a mitjana quatre Patriots per interceptar cada Scud (tres en el cas d'Aràbia Saudita) i tots els Scud fossin destruïts o desviats, el percentatge d'encerts seria del 100 %, però l'exactitud només d'un 25 % o 33 %, respectivament.

### Efectes psicològics
Saddam Hussein havia ordenat el llançament de míssils sobre Israel amb l'esperança que els israelians responguessin, de manera que altres Estats àrabs entressin a la guerra en defensa de l'Iraq. Els israelians eren conscients que els Scuds podien anar suposadament equipats amb caps químiques o biològiques. La possessió dels Patriot va donar un respir al govern d'Israel, ja que va poder tranquil·litzar la població israeliana durant els primers dies de la guerra.
Els bombardejos iraquians sobre Israel es van saldar amb dos morts i diversos centenars de ferits. No obstant això, set israelians van morir asfixiats per portar màscares antigás per la por al fet que els Scuds portessin caps químics.

## Millores del sistema
Des de 2002, Israel usa els Patriot com a part del seu doble sistema de defensa contra míssils balístics. Per interceptar objectius a grans altituds s'utilitzen els missatges amb la fletxa, mentre que per a un altre tipus d'objectius als Estats Units el Patriot. Israel fabrica els Patriots del reactor nuclear de Dimona, on també desenvolupa les seves armes nuclears.
El PAC-2 o Patriot Advance Capability 2 va ser millorat a partir del PAC original o PAC-1 i millora la capacitat d'explosió prop de l'objectiu.
El GEM és un afegit al PAC-2 que permet al míssil corregir el seu rumb en vol; en els primers Patriot totes les correccions s'enviaven al míssil des del centre del control terrestre.
El PAC-3 és una altra millora sobre el PAC-2, més petit i efectiu. No conté explosius, sinó que usa la seva pròpia energia cinètica per fer detonar el cap del míssil interceptat. A causa de la seva menor grandària, un camió-llançador pot portar 16 míssils del tipus PAC-3 (quatre recipients de quatre míssils cadascun), millorant la capacitat dels tráilers de PAC-1 o PAC-2, que només podien portar quatre míssils. Els PAC-3 no només són més precisos, sinó que es pot llançar un nombre major de míssils contra un objectiu determinat per millorar les probabilitats d'interceptar-ho.
Pròximament, una variant del PAC-3 incorporarà nous i millorats motors que permetran un augment de l'abast dels coets fins a un màxim de 300 km.
No obstant això, la qual cosa més s'ha millorat dels Patriots és el seu programari. Raytheon ha creat un programari que permet als PAC-1 interceptar fins i tot atacs múltiples. Aquesta característica s'ha desenvolupat principalment per contrarestar les capacitats ofensives de Corea del Nord, que ha construït dispositius capaços de llançar diversos coets de forma simultània. A més, això permet a Raytheon i a la indústria armamentística vendre a Corea del Sud l'estoc de PAC-1 que els va sobrar de les dues guerres de l'Iraq.

## Ús durant la Guerra de l'Iraq
Durant la invasió de l'Iraq en 2003, les bateries de míssils Patriot van aconseguir interceptar diversos míssils iraquians, però es van equivocar en identificar i derrocar un avió de combat Tornat GR4 com si fos un míssil iraquià, morint els dos membres de la tripulació. Immediatament després de l'incident, es va dir que la causa havia estat un error per part de la tripulació del RAF. No obstant això, un periodista nord-americà que formava part de la unitat operativa de la bateria de míssils va afirmar que "els Patriot van confondre un avió amic amb un míssil balístic enemic".
En aquesta guerra es van llançar els primers míssils PAC-3 en combat, amb bastant èxit. Els Patriot van aconseguir interceptar alguns míssils que no eren Scuds, llançats sobre Kuwait i Aràbia Saudita. Aquests míssils volaven a una altitud de 50 km (inferior a la dels Scud, que poden arribar fins a l'estratosfera), de manera que es disposava de molt menys temps per identificar-los i destruir-los. No obstant això, encara que no tots els míssils iraquians van poder ser interceptats, els danys que van causar van ser mínims.

## Operadors

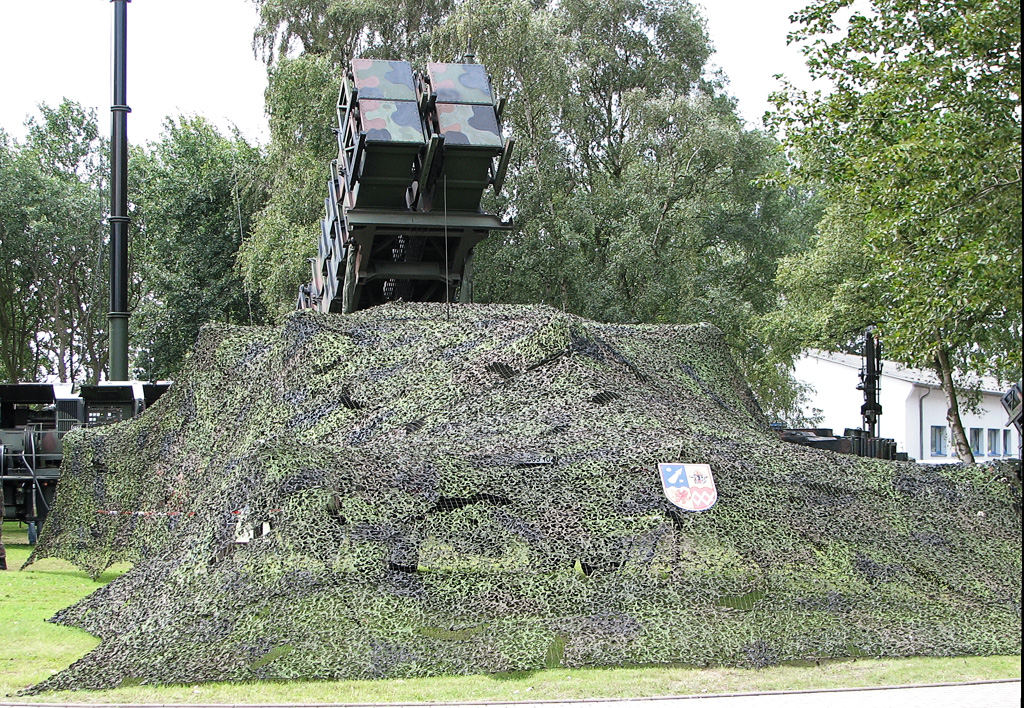
Bateria Patriot de la Luftwaffe.

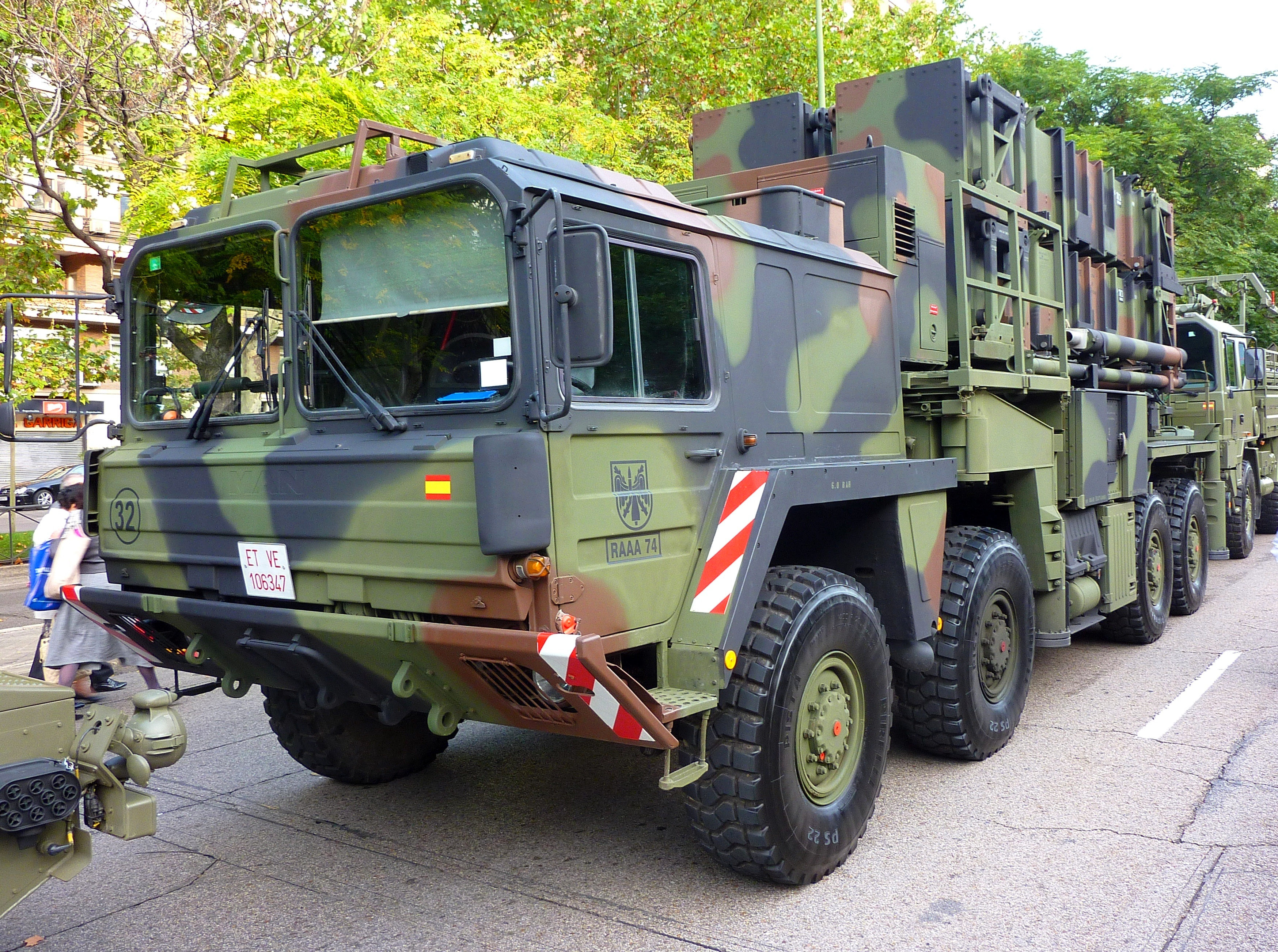
MIM-104 Patriot de l'Exèrcit de Terra d'Espanya.

Exèrcit de Terra d'Espanya: 18 a 3 bateries; l'adquisició del sistema de míssils antiaeris Patriot per part de l'Exèrcit de Terra espanyol va respondre a un dels compromisos militars adquirits per Espanya en la Cimera de l'OTAN el 2002. La primera bateria de míssils antiaeris amb capacitat anti-míssil MIM-104 Patriot va ser comprada a finals de 2004 el Govern d'Alemanya per 54,2 milions d'euros i va arribar a Espanya al maig de 2005. la bateria adquirida compta amb un radar AN / MPQ53, capaç de detectar l'arribada d'una aeronau enemiga o un míssil contra territori espanyol a 150 quilòmetres de distància. Una vegada que el radar dona l'alerta, podran entrar en acció els míssils PAC-2 Plus que poden interceptar el míssil a 120 km de distància i a una alçada superior als 20.000 m. La bateria està assignada al Regiment d'Artilleria Antiaèria nombre 73, amb instal·lacions en les província de València, protegint la zona del Mediterrani, encara que inicialment va estar en el Regiment d'Artilleria Antiaèria nombre 74, a Sant Roc, per cobrir la zona de l'Estret de Gibraltar.
El 2014, El Govern espanyol va autoritzar l'adquisició d'altres dues bateries i deu llançadors de defensa aèria de míssils Patriot procedents d'Alemanya per 41,1 milions d'euros. L'acord inclouria una central d'operacions (ICC) i dues bateries de quaranta míssils, vehicles portadors, equips de comunicacions i elements complementaris de logística i manteniment.
Segons l'Exèrcit dels EUA, PATRIOT és un acrònim de "Phased Array Tracking Intercept of Target". No obstant això, moltes fonts afirmen que PATRIOT en realitat no és un acrònim (Patriot significa "Patriota"). Per això se sol usar la paraula en minúscules, sense donar el significat.